# بلوشواتس
بلوشواتس (به صربی: Beloševac) یک منطقهٔ مسکونی در صربستان است که در والیفو واقع شده‌است. بلوشواتس ۸۴۹ نفر جمعیت دارد.